# Zenith STOL CH701
Zenith STOL CH 701 - lekki dwumiejscowy samolot projektu kanadyjskiego inżyniera Chrisa Heintza wyprodukowany po raz pierwszy w 1986 przez jego firmę Zenith Aircraft Co.
W latach 1992–2006 CH 701 był produkowany na licencji przez Czech Aircraft Works (CZAW). Do chwili obecnej jest jedną z najczęściej kopiowanych konstrukcji lotniczych na świecie.